# Iglesia del Santo Cristo de la Misericordia (Valdepeñas)
La iglesia del Santo Cristo de la Misericordia es un edificio de la localidad española de Valdepeñas, en la provincia de Ciudad Real. Cuenta con el estatus de bien de interés cultural.

## Descripción
Fue inaugurada a comienzos del siglo XVII. Hacia mediados del siglo XIX se encontraba junto a ella el cementerio de la localidad. El 8 de octubre de 1982 fue declarada monumento histórico-artístico, de interés local, mediante una orden publicada el 13 de diciembre de ese mismo año en el Boletín Oficial del Estado. Después de varias décadas cerrada, se llevó a cabo un proceso de restauración de la iglesia que culminó en 2020 con su reapertura. El inmueble aparece mencionado en la entrada correspondiente a Valdepeñas del Diccionario geográfico-estadístico-histórico de España y sus posesiones de Ultramar de Pascual Madoz entre las distintas ermitas del término:

Existen ademas 9 ermitas tituladas SSmo. Cristo de la Fe (en la cárcel del juzgado), San José, San Márcos, Veracruz, Buen Suceso, San Antonio, San Nicasio, San Juan, Virgen de la Cabeza y Cristo de la Misericordia, á la cual está contiguo el cementerio, estrecho y malo.
(Madoz, 1849, p. 284)